# Petruro Irpino
Petruro Irpino är en ort och kommun i provinsen Avellino i regionen Kampanien i Italien. Kommunen hade 337 invånare (2017).